# Lake Park (Geórgia)
Lake Park é uma cidade localizada no estado americano de Geórgia, no Condado de Lowndes.

## Demografia
Segundo o censo americano de 2000, a sua população era de 549 habitantes.
Em 2006, foi estimada uma população de 578, um aumento de 29 (5.3%).

## Geografia
De acordo com o United States Census Bureau tem uma área de 3,8 km², dos quais 3,7 km² cobertos por terra e 0,1 km² cobertos por água. Lake Park localiza-se a aproximadamente 46 m acima do nível do mar.

## Localidades na vizinhança
O diagrama seguinte representa as localidades num raio de 32 km ao redor de Lake Park.